# Клюква (станция)
Станция Клюква расположена в одном километре к северу от посёлка Клюквинский Курского района Курской области на 544-м километре линии Курск – Сараевка. По характеру выполняемой работы является промежуточной, по объёму работы относится к 5-му классу. К станции примыкают 2-путные перегоны со станций Курск и Конарево, электрифицированные постоянным током 3 кВ. Станция поперечного типа, имеет 3 пути: I-й, II-й и 4-й (все электрифицированы). Между II-м и 4-м путями – низкая островная пассажирская платформа с асфальтированным покрытием длиной 200 метров. Ещё одна низкая асфальтированная платформа расположена сбоку от I-го пути, там же находится одноэтажное пассажирское здание. К 4-му пути примыкают подъездные пути войсковой части № 42699 и квартирно-эксплуатационной части (КЭЧ), договоры на эксплуатацию этих подъездных путей необщего пользования в настоящее время расторгнуты. Станция оборудована электрической централизацией.
Клюква, это не большая железнодорожная станция, которая находится в нескольких километрах южнее Курска, по направлению в сторону Белгорода. Останавливаются на ней лишь электрички, курсирующие между областными центрами, да и то от силы на пару минут. Тем не менее, поражает, то что для нескольких сотен жителей в советское время построили такое красивое здание. Территория станции медленно зарастает кустарниками и травой. На севере находится Харьковский лес, который огибает посёлок Подлесный, восточнее село Дурнево, на западе город Курск.